# Armatocereus humilis
Armatocereus humilis (Britton & Rose) Backeb. es una especie fanerógama perteneciente a la familia Cactaceae. Es endémica de Sudamérica en Colombia en el valle de Dagua en el Departamento del Valle del Cauca. Actualmente es considerado un sinónimo de Stenocereus humilis.

## Descripción
Es una planta arbustiva perenne con tallos de hasta 3.6 m de altura y 4 cm de diámetro con  3 o 4 costillas (a veces hasta 6),y de 5 a 8 de espinas de 1 a 2 cm de largo. Las flores son nocturnas de color blanco verdoso, de hasta 6 cm de largo, seguido por  la fruta espinosa de hasta 4 cm de largo

## Taxonomía
Armatocereus humilis fue descrita por (Britton & Rose) Backeb. y publicado en The Cactaceae; descriptions and illustrations of plants of the cactus family 2: 905, en el año 1959.
Etimología
Armatocereus: nombre genérico que proviene del latín armatus = "armado" y  cereus = "cirio".
El epíteto de la especie humilis deriva del latín y significa humilde o poca cosa.
Sinonimia
- Lemaireocereus humilis
- RitteroCereus humilis[5][6]